# Kaiketsu Yanchamaru 3
Kaiketsu Yanchamaru 3: Taiketsu! Zouringen (快傑ヤンチャ丸3 対決!ゾウリンゲン?  lit. "El maravilloso Yanchamaru 3), es un videojuego de plataformas que fue desarrollado por Micronics y Publicado por Irem en 30 de marzo de 1993 en Japón. Es la precuela de Kid Niki: Radical Ninja y es la última entrega de la serie.
- Datos: Q28503724